# 周于德 (嘉靖武進士)
周于德（16世紀—16世紀），號蘭墩，南直隸淮安府山陽縣人，明朝軍事人物。

## 生平
周于德十七歲入讀府學為學生，襲職大河衛指揮後參加武舉，中嘉靖十四年（1535年）的武進士，任福建都司，改任廣東都司署都指揮僉事，十六年（1537年）獲南京禮部尚書霍韜、兵部尚書王軏薦舉起用，十九年（1540年）充右參將分守湖廣靖州等處，二十四年（1545年）自協同漕運參將署都指揮僉事改署都督僉書右軍都督府事，二十五年（1546年）陞提督江淮等處巡捕總兵官，不久遭彈劾貪婪革任閑住。
嘉靖三十四年（1555年）倭寇入侵浙江，周于德統兵保護漕運，陞廣西副總兵，剿撫瑤族、僮族人有功，三十六年（1557年）南京左軍都督府都督僉事，四十年（1561年）改任前軍都督府都督僉事，隆慶五年（1571年）調回南京前軍都督府，六年（1572年）於南京小教場提督營務署都指揮僉事任內，因被南京兵部尚書王之誥彈劾而致仕，晉階榮祿大夫，年七十七歲去世，著有《蘭墩詩集》。

## 家族
周于德家族世襲大河衛指揮。
- 祖父周瓚，曾充任漕運參將[12]
- 父親周正，陞歸德守備，追贈驃騎將軍、都督僉事[1]
- 兒子周尺，武進士，任四川都司[1]
- 孫子周天祿，武舉人，官至川廣參將[1]

## 引用
1. 1 2 3 4 5  同治《重修山陽縣志·卷十二·人物二》：周正，字元貞，世襲大河衛指揮，少游庠雅有文譽，既襲祖職，用薦總運遮洋，忤倉漕霸歸，復起舊職，條上便宜數事，時河北山東盜阻舟，正嚴兵守險，盜不得肆，陞歸德守備移疾歸卒，歸德人為立祠祀之。子于德嗣……子貴贈驃騎將軍、都督僉事，祀鄉賢。于德嘉靖時武進士，積官南京前軍都督，三十四年倭寇犯浙江，于德統兵護漕，升廣西鎮守總兵，屬猺、獞作亂，勦撫有功，晉南京左府都督致仕歸，年七十七卒。子尺武進士，歷官四川都司，孫天祿中武舉，終川廣參將。
2. ↑  《明世宗肅皇帝實錄》·卷二百：（嘉靖十六年五月）癸卯南京禮部尚書霍韜、兵部尚書王軏等奉詔薦舉將材，兵部覆言韜等所薦……署都指揮僉事……周于德……俱宜起用……
3. ↑  《明世宗肅皇帝實錄·卷二百四十》：（嘉靖十九年八月戊寅）命廣東都司署都指揮僉事周于德充右參將分守湖廣靖州等處。
4. ↑  《明世宗肅皇帝實錄·卷三百五》：（嘉靖二十四年十一月癸酉）陞協同漕運參將署都指揮僉事周于德為署都督僉事僉書右府事。
5. ↑  《明世宗肅皇帝實錄·卷三百二十三》：（嘉靖二十六年五月戊午）命右軍都督府署都指揮僉事周于德充總兵官，提督江淮等處巡捕……
6. ↑  《明世宗肅皇帝實錄·卷三百二十八》：（嘉靖二十六年閏九月）丙戌南京刑科給事中張思誠効奏新陞江淮巡捕總兵官周于德素行貪鄙，難勝重任，詔革任閑住。
7. ↑  《明世宗肅皇帝實錄·卷四百五十二》：（嘉靖三十六年十月）乙未命鎮守廣西副總兵署都督僉事周于德僉事南京左軍都督府事。
8. ↑  《明世宗肅皇帝實錄·卷四百九十七》：（嘉靖四十年閏五月乙卯）命……僉事周于德僉書前府事……
9. ↑  《明穆宗莊皇帝實錄·卷五十四》：（隆慶五年二月己未）調前軍都督府僉書署都督僉事周于德于南京。
10. ↑  《明穆宗莊皇帝實錄·卷六十六》：（隆慶六年二月癸巳）勒南京小教場提督營務署都指揮僉事周于德致仕，以南京兵部尚書王之誥等論劾也。
11. ↑  乾隆《淮安府志·卷二十二·人物》：周于德，號蘭墩，世襲大河衛指揮。年十七，為郡諸生，既襲職，遂應武試，中嘉靖中武進士，任福建都司，歷升南京前軍都督。嘉靖乙卯，倭犯浙江，統兵護漕，升廣西鎮守總兵，值瑤、壯作亂，剿撫有功，復升南京左府都督致仕歸，晉榮祿大夫。卒年七十七，著有《蘭墩詩集》。子尺，亦中武進士，歷官四川都司，亦年七十七卒。孫天祿，中武舉，歷官川廣參將，皆有名。
12. ↑  天啟《淮安府志·卷十七·人物志》：周瓚 以大河衛指揮擢江北運糧把總，弘治八年充漕運參將 周正 瓚之子……